# 瑟伦·埃里克森
瑟伦·埃里克森（丹麥語：Søren Eriksen，20世纪—），丹麦男子赛艇运动员。他曾代表丹麦参加西德慕尼黑举办的1981年世界赛艇锦标赛，获得男子轻量级八人单桨有舵手金牌。